# Myrmoteras concolor
Myrmoteras concolor (лат.) — вид муравьёв (Formicidae) из подсемейства Формицины (Formicinae, Formicidae).

## Распространение
Юго-восточная Азия: Таиланд (Loei Prov., Chachoengsao Prov., Nakhonratchasima Prov.).

## Описание
Длина тела составляет 4,0 — 4,5 мм. Основная окраска тёмно-коричневая; ноги, челюсти — светло-коричневые. От других Индо-Китайских видов рода отличается тёмно-окрашенными тазиками. Верх головы гладкий. Длина головы — 1,25—1,29 мм (ширина — 1,25—1,31). Муравьи с крупными глазами и длинными узкими мандибулами. Жвалы длиной 1,4 мм с 9 зубцами. Формула щупиков 6,4. Стебелёк между грудкой и брюшком состоит из одного членика петиолюса (последний четко отделен от брюшка). Близок к видам Myrmoteras binghamii и Myrmoteras opalinum.